# Marine Parade
Marine Parade (Chinees: 马林百列, Tamil: மரின் பரேட்) is een wijk of Planning Area aan de kust in het westen van de Central Region van de stadstaat Singapore.
Traditioneel is de wijk de basis van de Peranakan-Chinezen in Singapore. De oppervlakte van de zone kon ook door landwinning uitgebreid worden.
Volgens de planning van de metro van Singapore wordt de wijk met meerdere stations op de Thomson-East Coast Line vanaf 2023 ontsloten met openbaar vervoer.